# ريم بنت الوليد بن طلال آل سعود
الأميرة ريم بنت الوليد بن طلال بن عبد العزيز آل سعود وُلدت في 7 مارس 1983 في الرياض، وهي البنت الوحيدة للأمير الوليد بن طلال بن عبد العزيز آل سعود والأميرة دلال بنت سعود بن عبد العزيز آل سعود، سيدة أعمال سعودية تعدّ من أكبر المستثمرين في العالم مع والدها وأخيها الأمير خالد بن الوليد بن طلال بن عبد العزيز آل سعود.

## حياتها الشخصية
تزوجت الأميرة ريم في عام 2007 من الأمير عبد العزيز بن مساعد بن عبد العزيز آل سعود، أنجبت منه 3 بنات، هنّ الأميرات سارة، ودلال، ونورة.